# Раде Силян
Раде Силян (на македонска литературна норма: Раде Силјан) е виден писател, есеист, критик и преводач от Северна Македония, собственик на едно от най-големите издателства в страната „Матица македонска“.

## Биография
Роден е в 1950 година в демирхисарското село Жван, тогава в Югославия. Завършва южнославянска книжовност във Филологическия факултет на Скопския университет. Работи като главен редактор на третата програма на Македонското радио, новинар в „Студентски збор“ и „Наш свет“ и като директор на книгоиздателството „Македонска книга“. Основател е и директор на книгоиздателството „Матица македонска“ в Скопие. Член е на Дружеството на писателите на Македония от 1982 година. На два пъти е негов председател.

## Награди
- Студентски збор (1975)
- Кочо Рацин (1986)
- Награда за най-добра критика (1987)
- Братя Миладиновци (1990)
- Арджесис, Букурещ (1993)
- Ацо Шопов (1999)
- Димитар Митрев (2001)
- Гоцева повелба (2001)
- Вейла кутия (2008)
- Кочикево перо, Бања Лука (2008)
- Златна фортуна, Киев (2008)
- Un poeta per la pace, Триест (2010)
- „11 октомври“, държавна награда за животно дело (2010)
- Михай Еминеску, Крайова, Румъния (2011[3]